# Debra Elmegreen
Debra Elmegreen, née le 23 novembre 1952 à South Bend, dans l'Indiana, aux États-Unis, est une astronome américaine. Elle a été la première femme diplômée en astrophysique de l'Université de Princeton et la première chercheuse post-doctorale de la Carnegie Institution. Elle est mariée à l'astronome Bruce Elmegreen. Ils ont co-publié divers travaux ensemble.
Depuis 1985, elle est professeur d'astronomie au Vassar College. Elle écrit un traité d'astronomie publié par Prentice Hall en 1997. Elle est présidente de l'American Astronomical Society de 2010 à 2012. Elle est vice-présidente de l'Union astronomique internationale de 2015 à 2018 puis est élue en 2018 à la présidence de l'organisation pour le triennat 2021-2024.

## Ouvrages
Livre :
- Galaxies and Galactic Structure, Prentice Hall, 1997,  (ISBN 0137792328)[2]

Elmegreen a également écrit plus de 200 publications académiques dont:
- Elmegreen, D. M., S4 G team, 2011, “Grand Design and Flocculent Spirals in the Spitzer Survey of Stellar Structure in Galaxies,” Astrophysical Journal, 737, 32
- Elmegreen, D.M., et al. 2009, “Clumpy Galaxies in GEMS and GOODS: Massive Analogs of Local Dwarf Irregulars,” Astrophysical Journal, 701, 306
- Elmegreen, D., et al. 2007, “Resolved Galaxies in the Hubble Ultra Deep Field: Star Formation in Disks at High Redshift,” Astrophysical Journal, 658, 763